# KBS대전방송총국
KBS대전방송총국(KBS大田放送總局)은 대전세종충남 지역을 방송구역으로 하는 한국방송공사의 지역방송총국이다. 지역총국 중 하나로, 하부에 속해있는 지역국은 없다.

## 개요
- 1943년 사단법인 조선방송협회 대전방송국으로 창설되어 1986년 12월 KBS 공사 직제개편으로 KBS 대전방송총국으로 승격되었다.
- 1995년 천안과 서산에 설치했던 사업소를 폐지했으며, 1998년 2월에는 목동에 있는 사옥을 폐쇄하고 새로 준공을 한 만년동 신사옥을 준공하였다.

- 보도, 지역현안, 지역민 문제에 대한 시사교양적 프로그램을 자체제작하여 편성하고 있으며, 대부분의 방송은 KBS본사의 프로그램을 릴레이 하여 편성하고 있다.
- 산업기술, 첨단과학의 도시인 대전 지역 특성에 걸맞게 과학프로젝트팀을 운영하여 제작하는 과학프로그램이 전국방송으로 송출되고 있다.

## 조직
- 대전방송총국
  - 총국장 부속실
  - 심의평가실
  - 뉴미디어팀
  - 노동조합
    - KBS노조 대전지부
    - 언론노조 KBS본부 대전지부
- 편성제작본부
  - TV제작팀
  - 편성팀
  - 아나운서팀
  - 영상제작팀
  - 보도국
  - 취재팀
  - 편집팀
  - 영상취재팀
  - 천안아산방송센터
  - 홍성방송센터
- 기술본부
  - 기술관리팀
  - 제작기술팀
  - 송출정비팀
  - 홍성송출센터
- 시청자서비스본부
  - 총무팀
    - 기획
    - 인사

  - 재원관리팀
  - 천안아산사업지사
  - 홍성사업지사

## 지국
천안아산방송센터
- 충청남도 아산시 배방읍 고속철대로 151(장재리)

홍성방송센터
- 충청남도 홍성군 홍북읍 상하천로 24-1(신경리)

## 역사

### 개국 초기
조선방송협회 대전방송국을 설치할 당시 여건은 매우 나쁜 상태였다. 방송망 구상 초기에는 순조롭게 진행되고 있다가 중일 전쟁이 일어나고 진주만 폭격으로 제 2차 세계대전이 벌어지는 바람에 자재 구입이나 인력이 부족하고 방송 청취 통제의 강화와 방송의 전쟁 도구화 등 여러 악재들이 겹친 시기였다. 개국하기 전에 앞서서 1940년 8월 5일 대전부 북정 15번지(現 대전광역시 중구 목동)에 13평짜리 건물의 출장소로서 출범하였다. 그 후 1942년 출장소에서 방송국으로 승격하였고 1943년 7월 15일 정식으로 조선방송협회 대전방송국이 개국하였다. (AM 880㎑, 출력 50W, 호출부호 JBIK) 원래는 한국어로 방송하는 제2방송과 함께 세울 계획이었지만 1942년 4월 27일 전파관제가 이루어지면서 제2방송의 전파발사가 일단 중지 되었기 때문에 제1방송만 공사가 진행되어 먼저 방송을 실시하게 되었고 한국어방송은 1943년 11월 10일부터 실시하게 되었다. 당시 사옥은 6,600평의 넓은 부지에 기와를 올린 벽돌조 단층 130평의 건물로 연주실, 송신기실, 사무실 등을 마련하고 따로 송신소는 두지 않은 채 방송을 하였다. 그 후 1944년 10월 1일 45M 목주안테나를 설치하여 송신소를 따로 건설하였다.

### 광복 후 ~ 6.25 전쟁 직전
광복이 되면서 방송국에 있던 일본인 직원들은 모두 물러나고 한국인 직원들로 채워졌다. 이어 1947년 10월 1일에는 호출부호를 일본식 JBIK에서 한국식의 HLKI로 변경하였고, 1948년 8월 6일에는 사명을 대한방송협회 대전방송국으로 변경하였다. 또한 1949년 7월 26일 기존 50W이던 방송 출력을 500W로 높이는 등 새로운 도약을 시작하였다.

### 6.25 전쟁
6.25전쟁이 일어나면서 대전은 임시수도가 되었고 대전방송국은 6월 28일부터 임시중앙방송국 역할을 하게 되었다.
방송을 듣고 정보 보고서를 만들어 국무회의에 보고하고, 비밀 방송 수신실을 마련하여 VOA를 비롯해 북한측이 방송하는 서울방송, 일본, 중국, 러시아 등지에서 들려오는 방송을 모니터하여 작성한 분석보고서를 국무회의에 제출하고 이것을 바탕으로 전략을 세워 나가는 등, 대전임시수도 시절동안 대전방송국은 매우 중요한 업무를 담당하였다.
전쟁중에 지리적으로 중요한 위치에 있었던 대전방송국은 전략적으로 가장 중요시되는 방송국이 되었다. 이로 인해 전쟁중임에도 불구하고 10㎾ 출력 증강 공사를 하여 서울의 송신소가 가동이 되고 있어도 제 기능을 수행하지 못할 때 키스테이션이 될 수 있는 기능을 갖추기 위해 1951년 11월 8일 공사를 착공하여 1952년 11월 5일 준공하였다. 이로 인해 대전방송국은 지역국 중 당시로서는 최초로 10㎾의 대출력 송신시설을 갖추게 되었다.

### 기반구축기
1961년 1월 22일 대전방송국은 사옥을 대흥동으로 이전하고 목동의 사옥자리는 송신소로 사용하였다. 1965년 8월 5일에는 홍성중계소(AM 510㎑)를 설치하여 방송망 확장을 시작하였다.
1966년 5월 16일에는 충청지역에서 최초로, 대전에 식장산TV중계소가 준공되어 KBS-TV 방송을 중계하였다. KBS-TV 방송망이 확장될 때 식장산 중계소는 중요한 위치에 있었다. 당시에는 마이크로웨이브 기술이 없어서 서울의 전파를 그대로 수신하고 그걸 또 중계하는 방식으로 방송망을 구성하였는데, 식장산은 남한의 중앙에 위치해 있었으므로 이곳을 통해서 전국 TV방송 링크가 구성 될 수 있었기 때문이다. 이로 인해 다른 곳의 출력이 500W미만이었던 것과는 달리 식장산TV중계소는 유일하게 1㎾로 설치되었다. 채널과 출력을 그대로 유지하여 2012년 10월 2일 오후 2시까지 청주방송총국에서 사용하였다.
1973년 3월 1일, KBS가 공사로 출범하게 됨에 따라 한국방송공사 대전방송국으로 사명이 변경되었고, 1976년에는 목동의 송신소를 회덕으로 이전하여 20㎾급의 대덕송신소(AM 882㎑)를 준공하였다. 그리고 목동에 청사를 다시 새로 지어 1978년 11월 17일 준공하였다.
70년대에 들어서 한국방송공사의 각 방송국들은 자체TV방송을 시작하였다. 대전방송국도 이를 추진하면서 충청남도 전역까지 가시청권으로 포함해야 된다는 계획을 추진 하면서 계룡산TV,표준FM송신소를 세우고 1978년 11월 20일부터 전파를 발사하였다. 또한 1981년 3월 20일부터 식장산중계소에 2TV방송을 시작하고, 1981년 5월 25일 음악FM방송을 개국하는 등 대전방송국에도 여러 방송이 추가되었고, 1982년 3월 4일 KBS대전 제1라디오 FM으로 수신가능, 잡음이 전혀 없는 표준FM(스테레오가 아닌 모노)으로도 동시에 방송을 하고, 1983년 2월 12일부터 계룡산송신소에 2TV방송을 시작했다.

### 성장발전기
1986년 12월 8일 대전방송국은 대전방송총국으로 승격하게 된다. 이후 1987년 7월 20일, 공주방송국이 신설되면서 공주중계소, 부여중계소, 부여출장소의 담당을 공주방송국으로 이관하게 된다.
1998년 2월 28일에는 만년동의 신사옥으로 이전과 7월 15일에는 신사옥 준공식을 가지면서 새로운 변화를 맞게 된다.

### 디지털방송시대 초기
디지털TV방송의 개시에 따라 2001년 12월 5일 제2라디오 FM방송 개국(100.9㎒), 대전방송총국도 2004년 7월 12일 계룡산송신소와 식장산중계소에서 1TV, 2TV 디지털방송을 개국하여 송출하기 시작했다. 2005년 2월 18일에는 계룡산·식장산 EBS-DTV, 2005년 12월 26일에는 흑성산중계소, 2006년 6월 1일에는 원효봉중계소 등 기간급 중계소에도 디지털TV방송 중계시설을 구축하기 시작했다.
이후 2007년 1월 11일부터는 식장산송신소에서 지상파DMB방송을 실시했고 같은해 8월 1일 정식으로 개국하였다.
2007년 12월 13일에는 HD뉴스부조와 TOC를 준공하여 HDTV방송의 기반시설을 구축하여 고화질의 방송서비스를 제공하고 있다. 2008년 1월 4일에는 계룡산송신소의 1라디오 표준FM 출력을 증강하여 수신가능지역을 확대하였고, 2008년 9월 2일에는 홍성방송센터에서 개소를 해서 뉴스 참여를 재개했다, 2009년부터는 디지털TV와 지상파DMB 중계소를 더욱 확충하는 등 디지털방송의 방송망을 꾸준히 구축해나가고 있다. 2012년 10월 16일에는 지상파아날로그TV방송을 종료하고 완전한 디지털TV방송 시대를 맞이하였으며, 2013년 10월 16일 오후 2시에는 지상파디지털TV방송의 채널 재배치를 실시하였다.

### UHD시대
- 2017년 12월 29일: KBS대전 1TV와 KBS대전 2TV UHD 방송 개국.

## 방송 송출 시설망

### TV
- 1TV
  - 호출부호 : HLKI-DTV
  - 가상채널 : 9-1
- 2TV
  - 호출부호 : HLQT-DTV
  - 가상채널 : 7-1

| 송신소        | UHD       | UHD       | UHD       | HD       | HD       | HD    | 송신소 위치                             |
| 송신소        | 물리채널  | 물리채널  | 출력      | 물리채널 | 물리채널 | 출력  | 송신소 위치                             |
| 송신소        | 1TV       | 2TV       | 출력      | 1TV      | 2TV      | 출력  | 송신소 위치                             |
| ------------- | --------- | --------- | --------- | -------- | -------- | ----- | --------------------------------------- |
| 계룡산 송신소 | CH 52     | CH 56     | 2㎾       | CH 26    | CH 32    | 1kW   | 충남 계룡시 신도안면 부남리 산11-5      |
| 식장산 중계소 | CH 52     | CH 56     | 5㎾       | CH 14    | CH 16    | 2.5kW | 대전 동구 낭월동 300                    |
| 적오산 소출력 | 구축 예정 | 구축 예정 | 구축 예정 | CH 14    | CH 16    | 0.05W | 대전 유성구 화암동 산11                 |
| 추부 중계소   | 구축 예정 | 구축 예정 | 구축 예정 | CH 19    | CH 20    | 5W    | 충남 금산군 추부면 추정리 산54-3        |
| 성당리 소출력 | 구축 예정 | 구축 예정 | 구축 예정 | CH 14    | CH 16    | 0.05W | 충남 금산군 추부면 성당리               |
| 진산 중계소   | 구축 예정 | 구축 예정 | 구축 예정 | CH ??    | CH 28    | 5W    | 충남 금산군 진산면 읍내리 156-2         |
| 군북 중계소   | 구축 예정 | 구축 예정 | 구축 예정 | CH ??    | CH 28    | 5W    | 충남 금산군 군북면 동편리 산61          |
| 금산 중계소   | 구축 예정 | 구축 예정 | 구축 예정 | CH 41    | CH 42    | 20W   | 충남 금산군 금산읍 신대리 662-4         |
| 제원 중계소   | 구축 예정 | 구축 예정 | 구축 예정 | CH 19    | CH 20    | 10W   | 충남 금산군 제원면 저곡리 산603-4       |
| 남이 중계소   | 구축 예정 | 구축 예정 | 구축 예정 | CH 19    | CH 20    | 5W    | 충남 금산군 남이면 하금리 산11          |
| 초현 중계소   | 구축 예정 | 구축 예정 | 구축 예정 | CH 19    | CH 20    | 5W    | 충남 금산군 남일면 초현리 산45-8        |
| 부리 중계소   | 구축 예정 | 구축 예정 | 구축 예정 | CH ??    | CH 28    | 5W    | 충남 금산군 부리면 양곡리 산83          |
| 양촌 중계소   | 구축 예정 | 구축 예정 | 구축 예정 | CH 39    | CH 40    | 5W    | 충남 논산시 양촌면 인천리 산6           |
| 내판 소출력   | 구축 예정 | 구축 예정 | 구축 예정 | CH 14    | CH 16    | 0.05W | 세종 연동면 송용리                      |
| 공주 중계소   | 구축 예정 | 구축 예정 | 구축 예정 | CH 44    | CH 45    | 20W   | 충남 공주시 반죽동 산2-1 봉황산         |
| 유구 중계소   | 구축 예정 | 구축 예정 | 구축 예정 | CH 29    | CH ??    | 10W   | 충남 공주시 유구읍 만천리 산24          |
| 청양 중계소   | 구축 예정 | 구축 예정 | 구축 예정 | CH 44    | CH 51    | 20W   | 충남 청양군 청양읍 장승리 산62-4        |
| 외산 중계소   | 구축 예정 | 구축 예정 | 구축 예정 | CH 21    | CH 20    | 5W    | 충남 부여군 외산면 만수리 산29          |
| 청라 중계소   | 구축 예정 | 구축 예정 | 구축 예정 | CH ??    | CH ??    | 5W    | 충남 보령시 청라면 나원리 산94          |
| 옥마산 중계소 | 구축 예정 | 구축 예정 | 구축 예정 | CH 28    | CH 36    | 90W   | 충남 보령시 성주면 개화리 산23-4        |
| 비인 중계소   | 구축 예정 | 구축 예정 | 구축 예정 | CH 20    | CH 21    | 5W    | 충남 서천군 비인면 성내리 산39-1        |
| 판교 중계소   | 구축 예정 | 구축 예정 | 구축 예정 | CH 20    | CH 21    | 5W    | 충남 서천군 판교면 현암리 산18-1        |
| 서천 중계소   | 구축 예정 | 구축 예정 | 구축 예정 | CH 28    | CH 36    | 20W   | 충남 서천군 서천읍 남산리 산34 남산     |
| 흑성산 중계소 | CH 30     | CH 56     | 2㎾       | CH 44    | CH 50    | 1kW   | 충남 천안시 동남구 목천읍 지산리 산11-3 |
| 원효봉 중계소 | CH 37     | CH 56     | 2㎾       | CH 23    | CH 21    | 1kW   | 충남 서산시 해미면 산수리 산25-1        |
| 당진 중계소   | 구축 예정 | 구축 예정 | 구축 예정 | CH 44    | CH 45    | 10W   | 충남 당진시 읍내동 234-29               |
| 정미 중계소   | 구축 예정 | 구축 예정 | 구축 예정 | CH 44    | CH 45    | 10W   | 충남 당진시 정미면 승산리 산1           |
| 갈산 중계소   | 구축 예정 | 구축 예정 | 구축 예정 | CH 14    | CH 15    | 5W    | 충남 홍성군 갈산면 행산리 산14          |
| 안면 소출력   | 구축 예정 | 구축 예정 | 구축 예정 | CH 23    | CH 21    | 0.05W | 충남 태안군 안면읍 승언리               |

아날로그TV
- 1TV
  - 호출부호 : HLKI-TV
- 2TV
  - 호출부호 : HLQT-TV

| 송신소        | 채널  | 채널  | 출력   | 송신소 위치                             |
| 송신소        | 1TV   | 2TV   | 출력   | 송신소 위치                             |
| ------------- | ----- | ----- | ------ | --------------------------------------- |
| 계룡산 송신소 | CH 6  | CH 42 | 10kW   | 충남 계룡시 신도안면 부남리 산11-5      |
| 식장산 중계소 | CH 56 | CH 48 | 5㎾    | 대전 동구 낭월동 300                    |
| 추부 중계소   | CH 12 | CH 44 | 1W/10W | 충남 금산군 추부면 추정리 산54-3        |
| 진산 중계소   | CH 37 | CH 25 | 10W    | 충남 금산군 진산면 읍내리 156-2         |
| 군북 중계소   | CH 10 | CH 25 | 1W/10W | 충남 금산군 군북면 동편리 산61          |
| 금산 중계소   | CH 29 | CH 35 | 50W    | 충남 금산군 금산읍 중도리 176           |
| 제원 중계소   | CH 23 | CH 47 | 10W    | 충남 금산군 제원면 저곡리 산603-4       |
| 남이 중계소   | CH 30 | CH 44 | 10W    | 충남 금산군 남이면 하금리 산11          |
| 초현 중계소   | CH 30 | CH 44 | 10W    | 충남 금산군 남일면 초현리 산45-8        |
| 부리 중계소   | CH 37 | CH 25 | 10W    | 충남 금산군 부리면 양곡리 산83          |
| 양촌 중계소   | CH 37 | CH 25 | 10W    | 충남 논산시 양촌면 인천리 산6           |
| 공주 중계소   | CH 50 | CH 55 | 100W   | 충남 공주시 반죽동 산2-1 봉황산         |
| 청양 중계소   | CH 50 | CH 55 | 100W   | 충남 청양군 청양읍 장승리 산62-4        |
| 외산 중계소   | CH 29 | CH 37 | 10W    | 충남 부여군 외산면 만수리 산29          |
| 청라 중계소   | CH 44 | CH 47 | 10W    | 충남 보령시 청라면 나원리 산94          |
| 옥마산 중계소 | CH 20 | CH 24 | 500W   | 충남 보령시 성주면 개화리 산23-4 옥마산 |
| 비인 중계소   | CH 35 | CH 47 | 10W    | 충남 서천군 비인면 성내리 산39-1        |
| 판교 중계소   | CH 29 | CH 35 | 10W    | 충남 서천군 판교면 현암리 산18-1        |
| 서천 중계소   | CH 53 | CH 36 | 100W   | 충남 서천군 서천읍 남산리 산34 남산     |
| 흑성산 중계소 | CH 47 | CH 51 | 10kW   | 충남 천안시 동남구 목천읍 지산리 산11-3 |
| 원효봉 중계소 | CH 31 | CH 35 | 5kW    | 충남 서산시 해미면 산수리 산25-1        |
| 당진 중계소   | CH 19 | CH 54 | 50W    | 충남 당진시 읍내동 234-29               |
| 정미 중계소   | CH 54 | CH 44 | 10W    | 충남 당진시 정미면 승산리 산1           |
| 갈산 중계소   | CH 21 | CH 25 | 10W    | 충남 홍성군 갈산면 행산리 산14          |

### 라디오
| KBS대전 제1라디오          | KBS대전 제1라디오 | KBS대전 제1라디오 | KBS대전 제1라디오 | KBS대전 제1라디오                       | KBS대전 제1라디오                     | KBS대전 제1라디오 |
| 송신소                     | 주파수            | 출력              | 호출부호          | 송신소 위치                             | 비고&방송구역                         |                   |
| -------------------------- | ----------------- | ----------------- | ----------------- | --------------------------------------- | ------------------------------------- | ----------------- |
| 대덕 송신소                | AM 882kHz         | 20kW              | HLKI              | 대전 대덕구 와동 291-2                  | 대전·세종·충남·충북 전지역            |                   |
| 계룡산 송신소              | FM 94.7MHz        | 3kW               | HLKI-SFM          | 충남 계룡시 신도안면 부남리 산11-5      | 대전·세종·충남·충북 전지역            |                   |
| 흑성산 송신소              | FM 89.9MHz        | 1kW               | HLKI-SFM          | 충남 천안시 동남구 목천읍 교촌리 산32-4 | 대전·세종·충남·충북 전지역            |                   |
| 원효봉 중계소              | FM 88.1MHz        | 250W              | HLKI-SFM          | 충남 서산시 해미면 산수리 산25-1        | 대전·세종·충남·충북 전지역            |                   |
| 옥마산 중계소              | FM 107.3MHz       | 100W              | HLKI-SFM          | 충남 보령시 성주면 개화리 산23-4        | 대전·세종·충남·충북 전지역            |                   |
| 서천 중계소                | FM 88.9MHz        | 90W               | HLKI-SFM          | 충남 서천군 서천읍 남산리 산34 남산     | 대전·세종·충남·충북 전지역            |                   |
| KBS대전 제2라디오 (해피FM) |                   |                   |                   |                                         |                                       |                   |
| 송신소                     | 주파수            | 출력              | 호출부호          | 송신소 위치                             | 비고&방송구역                         |                   |
| 식장산 송신소              | FM 100.9MHz       | 3kW               | HLQT-SFM          | 대전 동구 낭월동 300                    | 대전·세종·충남·충북 전지역            |                   |
| 옥마산 중계소              | FM 89.5MHz        | 100W              | HLQT-SFM          | 충남 보령시 성주면 개화리 산23-4        | 대전·세종·충남·충북 전지역            |                   |
| KBS대전 음악FM             |                   |                   |                   |                                         |                                       |                   |
| 송신소                     | 주파수            | 출력              | 호출부호          | 송신소 위치                             | 비고&방송구역                         |                   |
| 계룡산 송신소              | FM 98.5MHz        | 5kW               | HLKI-FM           | 충남 계룡시 신도안면 부남리 산11-5      | 대전·세종·충남·충북 전지역            |                   |
| 식장산 중계소              | FM 102.1MHz       | 3kW               | HLKQ-FM           | 대전 동구 낭월동 300                    | 대전·세종·충남·충북 전지역, 청주 송출 |                   |

## 프로그램

### KBS 1TV

#### 뉴스 프로그램
| 프로그램명                  | 방송시간            | 편성시간                                                | 앵커                        |
| --------------------------- | ------------------- | ------------------------------------------------------- | --------------------------- |
| KBS 뉴스광장 대전·세종·충남 | 평일 15분           | 평일 아침 7시 35분 ~ 7시 50분                           | 김연선                      |
| KBS 뉴스 930 대전·세종·충남 | 평일 10분           | 평일 오전 9시 50분 ~ 10시                               | 박명원                      |
| KBS 뉴스 7 대전·세종·충남   | 월~목 40분          | 월~목 저녁 7시 ~ 7시 40분                               | 송민석, 김숙경              |
| KBS 뉴스 7 대전·세종·충남   | 금요일 5분          | 금 저녁 7시 20분 ~ 7시 25분                             | 김숙경                      |
| KBS 뉴스 9 대전·세종·충남   | 평일 15분 주말 10분 | 평일 밤 9시 35분 ~ 9시 45분 주말 밤 9시 20분 ~ 9시 30분 | 황정환, 손지화(평일) 무작위 |

## TV 프로그램
- 모든방송은 HD기준인 동시에 지역총국은 DMB방송을 하지 않으며 6시 내고향은 월~목요일사이에 네트워크 제작을 한다.

| 방송 시간     | 방송 프로그램          | 비고                      |
| ------------- | ---------------------- | ------------------------- |
| 17:30 (월~화) | 전국을 달린다          | 스페셜은 금요일 11시 방송 |
| 17:40 (수~금) | TV이웃 다정다감        |                           |
| 19:40 (화)    | 우리 동네 (대전)       |                           |
| 19:40 (수)    | 과학으로 보는 세상 SEE |                           |
| 08:25 (금)    | 아침마당 (대전)        |                           |
| 17:30 (금)    | 이야기가 있는 풍경     |                           |
| 17:40 (금)    | KBS대전 생생토론       | 생생토크                  |

## 라디오

#### 제1라디오
- KBS대전 생생뉴스 (시사교양, 평일,08:30~08:58)(진행 박지은 기자)
- 5시N 대.세.남 (시사교양, 평일,17:05~17:58)(진행 김형철)

#### 제2라디오
- 트로트유 (연예오락, 평일,14:00~15:00)(진행 김숙경)

#### 음악FM
- 팝브런치 (음악, 평일,11:00~12:00)(진행 김연선)

#### 종영 프로그램
- 835정보센터 (1R) (2012년 6월 29일 자로 폐지)
- 충청권 네트워크 (1R) (2012년 6월 29일 자로 폐지)
- 생방송 대전입니다 (1R) (2016년 12월 30일 자로 폐지)
- 주.사.위 (1R) (2018년 11월 30일 자로 폐지)
- 라디오 매거진 대전세종충남 (1R) (2018년 11월 30일 자로 폐지)
- 행복한 라디오 (2R) (2018년 10월 5일 자로 폐지)
- 뮤직런 (2R) (2025년 1월 17일 자로 폐지)
- 오후의 음악산책 (FM) (2018년 10월 7일 자로 폐지)

## 아나운서보관됨2014-03-28 -웨이백 머신

### 아나운서
| 2001년 | (27기) |        | 김숙경 |
| 2004년 | (30기) |        | 최연수 |
| 2005년 | (31기) |        | 전유미 |
| 2007년 | (33기) | 박명원 |        |
| 2008년 | (34기) |        | 손지화 |
| 2014년 | (41기) | 김형철 |        |

## 전 아나운서

#### 남성
- 김윤한(1968~1985, 전 KBS 서울본국)
- 이종태(1981~2008, 현 퇴사)
- 백운기(1984~1985, KBS 광주방송총국 이전 현 퇴사)
- 박윤도(1985~2010, 현 퇴사)
- 윤성원(1993~1994, 전 KBS 서울본국)
- 양민오(2004~2007, 전 KBS 전주총국 기자/현 KBS 대전총국장)
- 박장훈(2004~2005, 전 KBS 원주국 기자/현 KBS 대전총국 보도국 기자)
- 송민석(2005~2008, 전 KBS 원주국 기자/현 KBS 대전총국 보도국 기자)
- 최시중(1996~2003, 현 KBS 서울본국)
- 김연선(1995~2025, 현 KBS 서울본국)
- 박성준(1996~2012, 전 JTBC 아나운서 팀장,) 현 정치인
- 이윤영(1991~1996, 현 CJB 청주방송 아나운서, 기자)
- 김빅토리아노(2021.2~2021.8, 전 UBC 울산방송/현 연합뉴스TV 아나운서)
- 최승돈(2025~2028, 현 KBS 서울본국)

#### 여성
- 김이숙(1990~2003, 퇴사)
- 지승현(2000~2001, 전 KBS 서울본국, 현 프리랜서 MC)
- 배유선(1978~2012, 퇴사)
- 변우영(1994~1997, 현 KBS 서울본국)
- 윤지영(1997~1998, 현 KBS 서울본국)
- 김여진(1998~2004, 전 YTN 아나운서)
- 박주아(2000~2001, 현 KBS 서울본국)
- 주혜연(2001~2008, 현 퇴사/2009~2010, 전 KFN 국군방송 아나운서)
- 위서현(2003~2004, 전 KBS 서울본국)
- 이승연(2004~2005, 현 KBS 서울본국)
- 김지연(2010~2016, 현 KBS 서울본국 홍보부)
- 한보선 (2020.11~2021.8)
- 맹수지 (2020.8~2022.2)

## 기자

#### 남성
- 서영준 보도국장
- 조영호 편집부장
- 유진환 취재부장
- 박종오
- 박장훈
- 양민오
- 송민석
- 황정환
- 이용순
- 홍정표
- 박해평
- 박병준
- 최선중
- 정재훈
- 성용희
- 백상현
- 박연선

#### 여성
- 곽동화
- 김예은
- 박지은
- 이정은
- 조정아
- 이연경
- 한솔

### 전직 기자

#### 남성
- 이재호
- 곽영지
- 유승영
- 김진원
- 홍지명
- 서기상
- 최성원
- 이종국
- 이정두
- 김택현
- 김성우
- 이재희
- 방석준

#### 여성
- 박에스더
- 김양순
- 윤진
- 김빛이라
- 이지윤
- 홍화경
- 한보선
- 리포터
- 최기정
- 최해정
- 한은지

## 사진첩

대덕대교에서 본 KBS대전방송총국
KBS대전방송총국 (북향)
KBS대전방송총국 전경.

## 참고 문헌
- KBS 대전방송총국의 어제와 오늘 (1)[깨진 링크(과거 내용 찾기)]
- KBS 대전방송총국의 어제와 오늘 (2)[깨진 링크(과거 내용 찾기)]
- 디지털 방송 시범 KBS대전방송총국[깨진 링크(과거 내용 찾기)]
- 사진으로 본 KBS대전방송총국의 역사[깨진 링크(과거 내용 찾기)]